# 六所神社 (南山城村)
六所神社（ろくしょじんじゃ）は、京都府相楽郡南山城村野殿にある神社である。本殿及び覆屋が京都府登録有形文化財に登録されている。境内は文化財環境保全地区に指定され、また「京都の自然200選」に選定されている。野殿の産土神で、旧村社。

## 祭神
軍功の神として誉田別之尊、事鎮の神として天児屋根之命、天祖神として天照皇大神を本社に祀り、末社には農耕の神として伊邪那美之命、山の神として白山比呼之尊、狩猟の神として一言主之尊をそれぞれ祀る。また、疫病や災いからの守護神として、天之狭手比売之神と弁財天を合祀している。

## 歴史
南山城村一帯は興福寺の勢力圏にあったことから、この地域の神社本殿は、おおむね興福寺と密接な関係をもつ春日造であるか、その系統に属する切妻造や妻入の祠となっており、本社も同様である。古くは大和の文化圏に属した地域であることを物語る史跡のひとつとみることができる。
六所神社の創建は明らかとはいえず、神社の由緒書きによると、社殿は1391年（明徳2年）に建立されて、1613年（慶長2年）に修理されている。しかし、現存する本殿は、向拝社の面取率が86パーセントであることから、桃山時代までは遡らず、江戸時代中期の元禄（1688年 - 1704年）頃の建造とみられる。覆屋の屋根裏から1752年（宝暦2年）の山王権現神宮の再興秘文の札が見つかっていることから、1752年建立の可能性が高いとする説もある。他の5棟も江戸中期頃のものと推定される。
江戸時代、野殿は寛永年間から野殿村として柳生藩の管轄下にあり、藩の家老を務めた野殿氏が代々居住していたことから、藩の役人や隣国の代官らの往来が多かった。薪炭、陶器、製茶、松茸、氷豆腐などを主に産する山村であったが、交通の要衝でもあり、甲賀の多羅尾から野殿を経て大河原へ至るルートは野殿越えと称され、信楽焼はこのルートを経て伏見や大阪方面へ出荷されたため、中継地として繁栄した。

## 境内

### 建造物

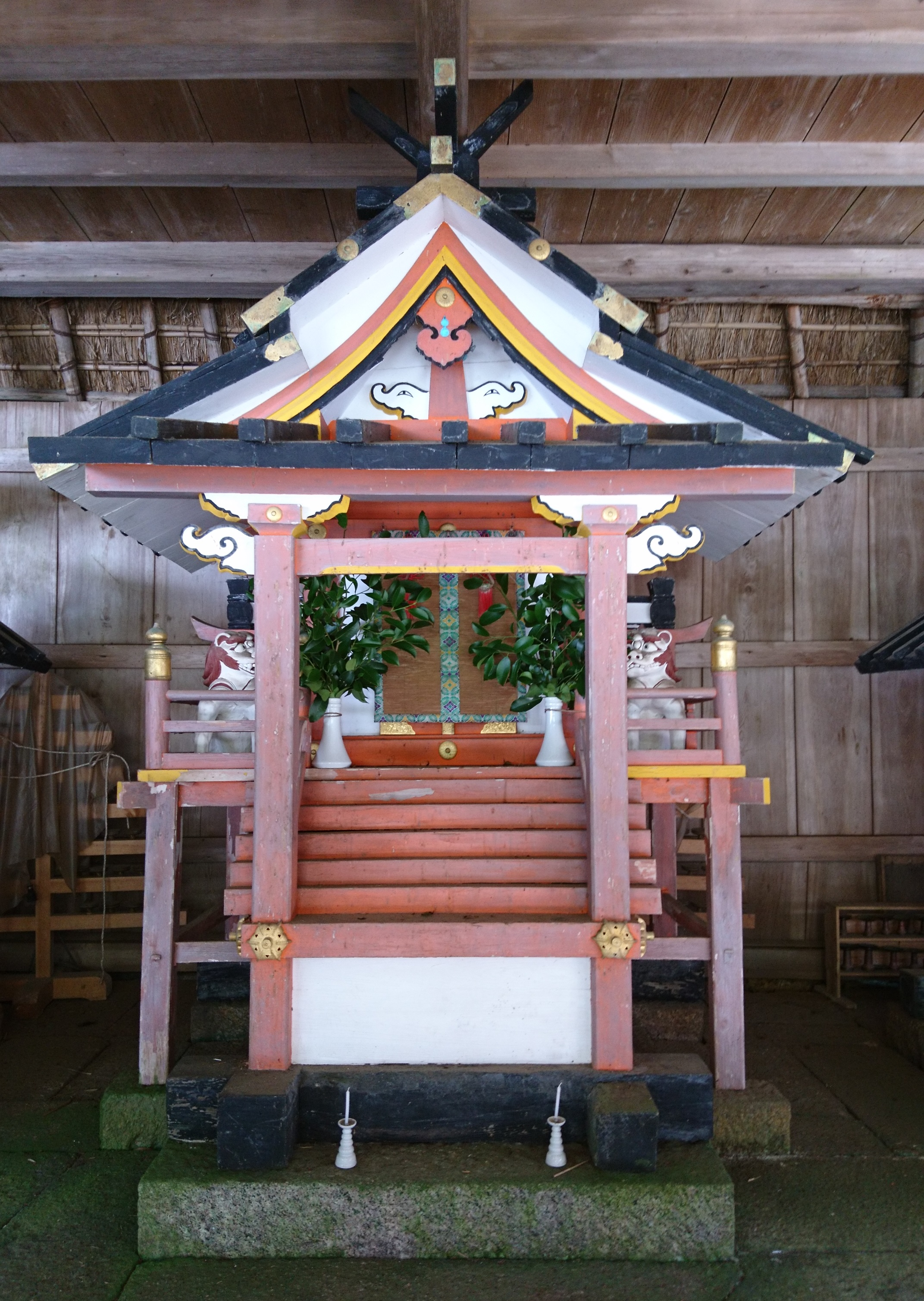
本殿

本殿裏の墨絵

本殿を含む6つの社とそれを納める覆屋、舞台（拝殿）、社務所、手水舎からなる。

#### 社殿
春日大社の本殿の形式にならった造りで、茅葺の覆屋のなかに本殿と小社5棟が横1列に並ぶ。向かって右の本社2棟が春日造、左の末社3棟が切妻造で、本社と末社の間に本殿が並び建つ。　
本殿は、小規模な一間社春日造（見世棚造）で、煽り破風が身舎柱上に付けられ、垂木が無いなど簡略化された構造となっている。板葺きの屋根が、厚い板を段葺にしている造りは珍しい。構造は簡略だが、細部の造作には手がかかっており、棟上に千木・鰹木を置いて、背面には肘木と一帯となった蟇股を置き、妻正面には獏の形の笈形のついた蓑束が立つ。社殿全体が彩色されており、現在は色落ちしている小壁にも彩色の痕跡が残る。木鼻の絵様はとくにこの地方の特色が表れており、地元大工の手によるものと推定される。これら細部の様式から、江戸時代中期の造営のなかでも特異な形式をもつ春日造社殿とみなされている。背面の板壁に墨絵が描かれているが、作者不詳。
この本殿を含む6棟の社殿を覆う覆屋は、舞台の真裏から石階段を6段登る、石垣で築かれた檀上に建つ。桁行4間、梁間2間、入母屋造、茅葺きの大型の建物で、前面と側面は吹き抜けとなっており、根太天井が大きく張り出している。本殿、覆屋とも、類例の少ない特徴的な建造物であり、府の有形文化財に登録されている。
舞台（拝殿）は、方一間、入母屋造、四方吹き流しの茅葺きの建物で、格天井を採用している。

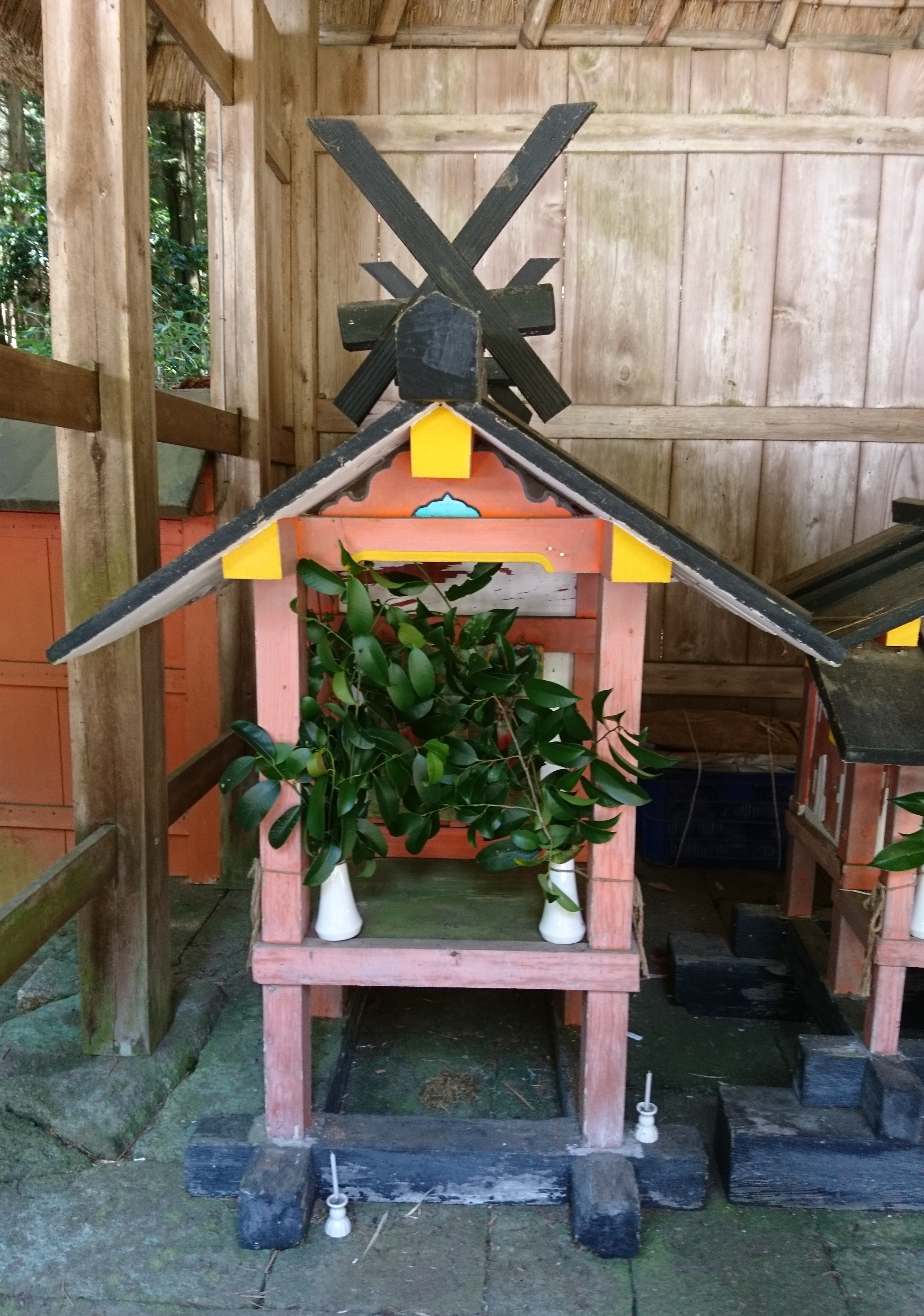
末社
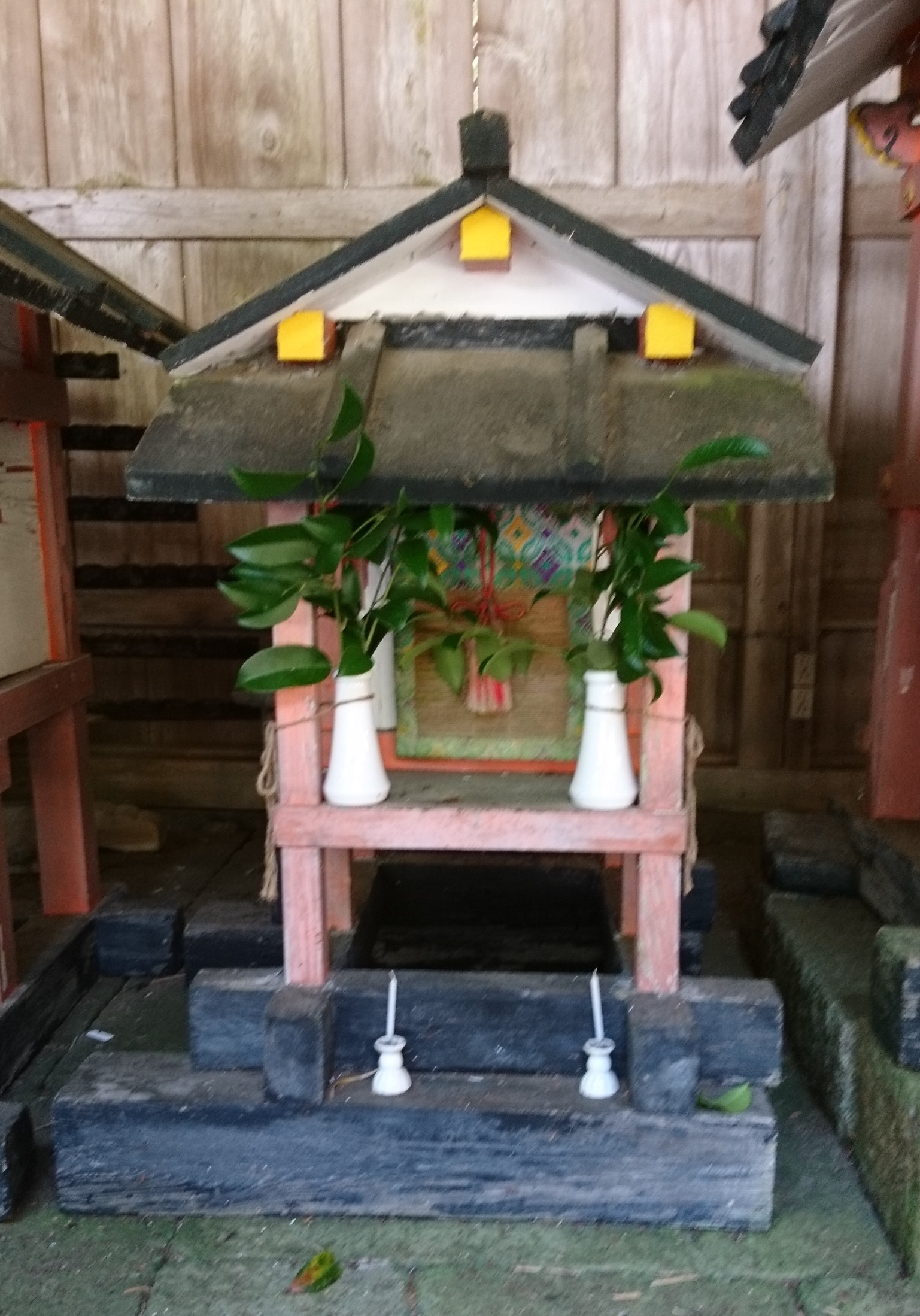
末社
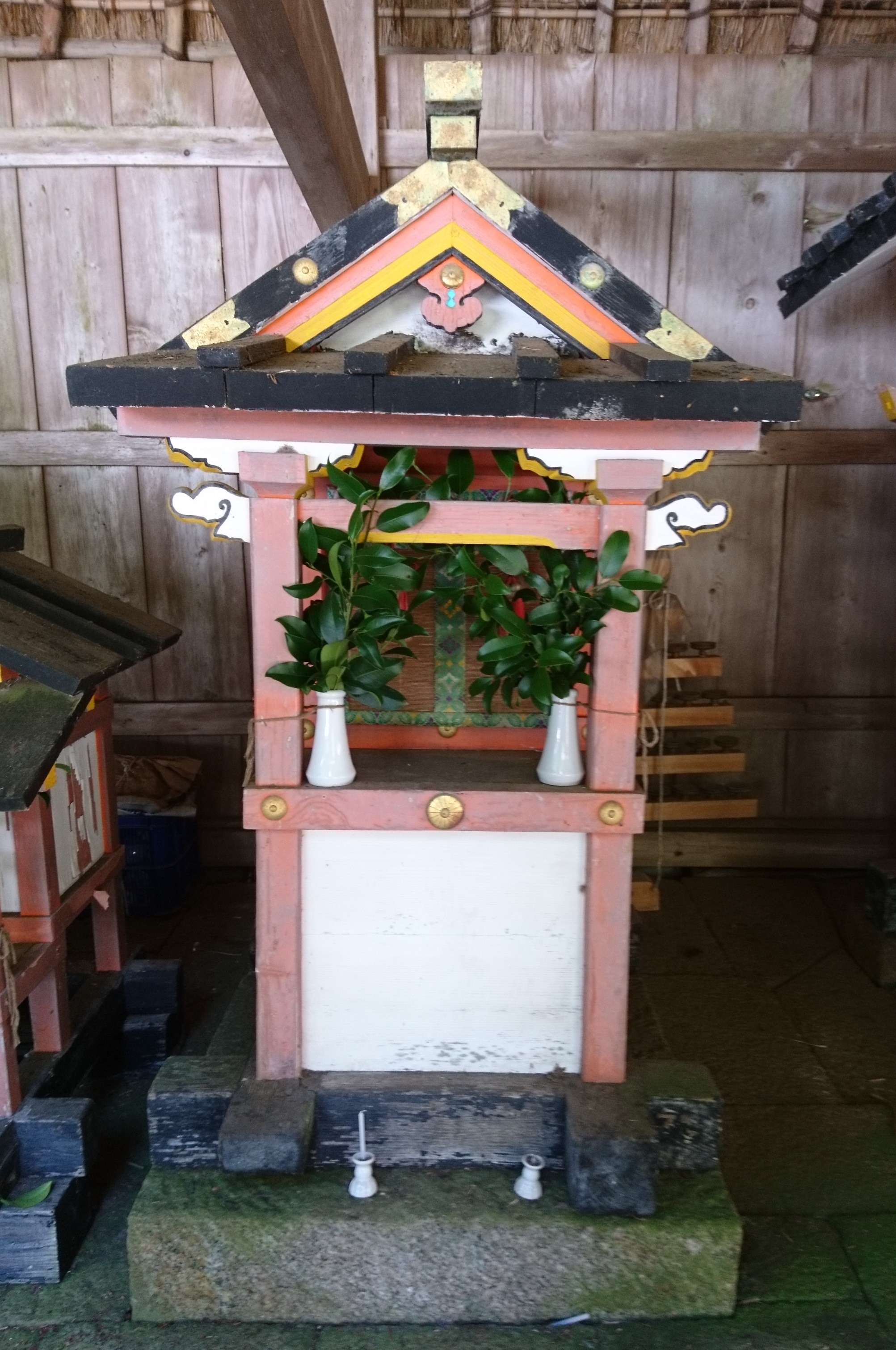
末社
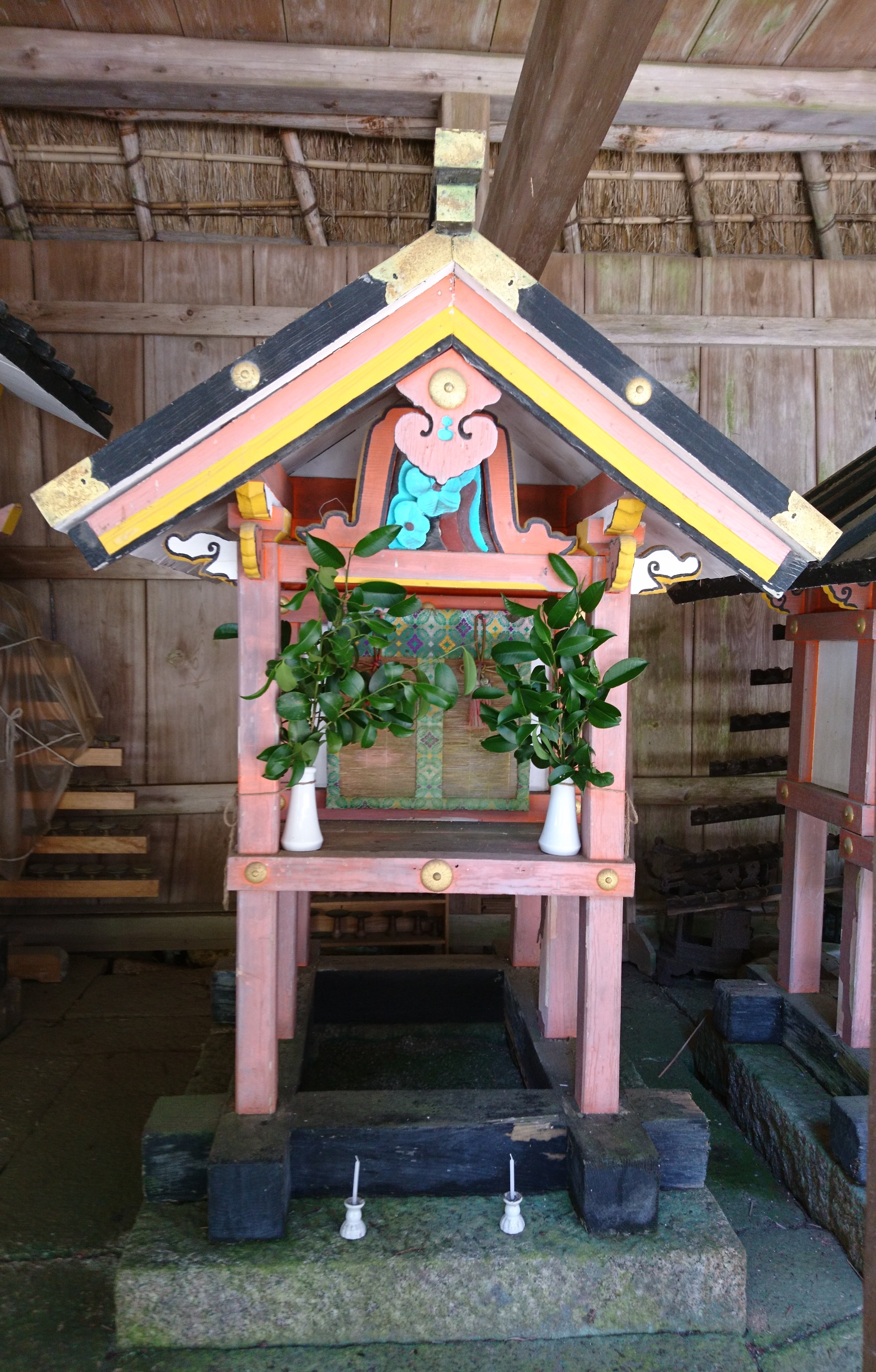
本社
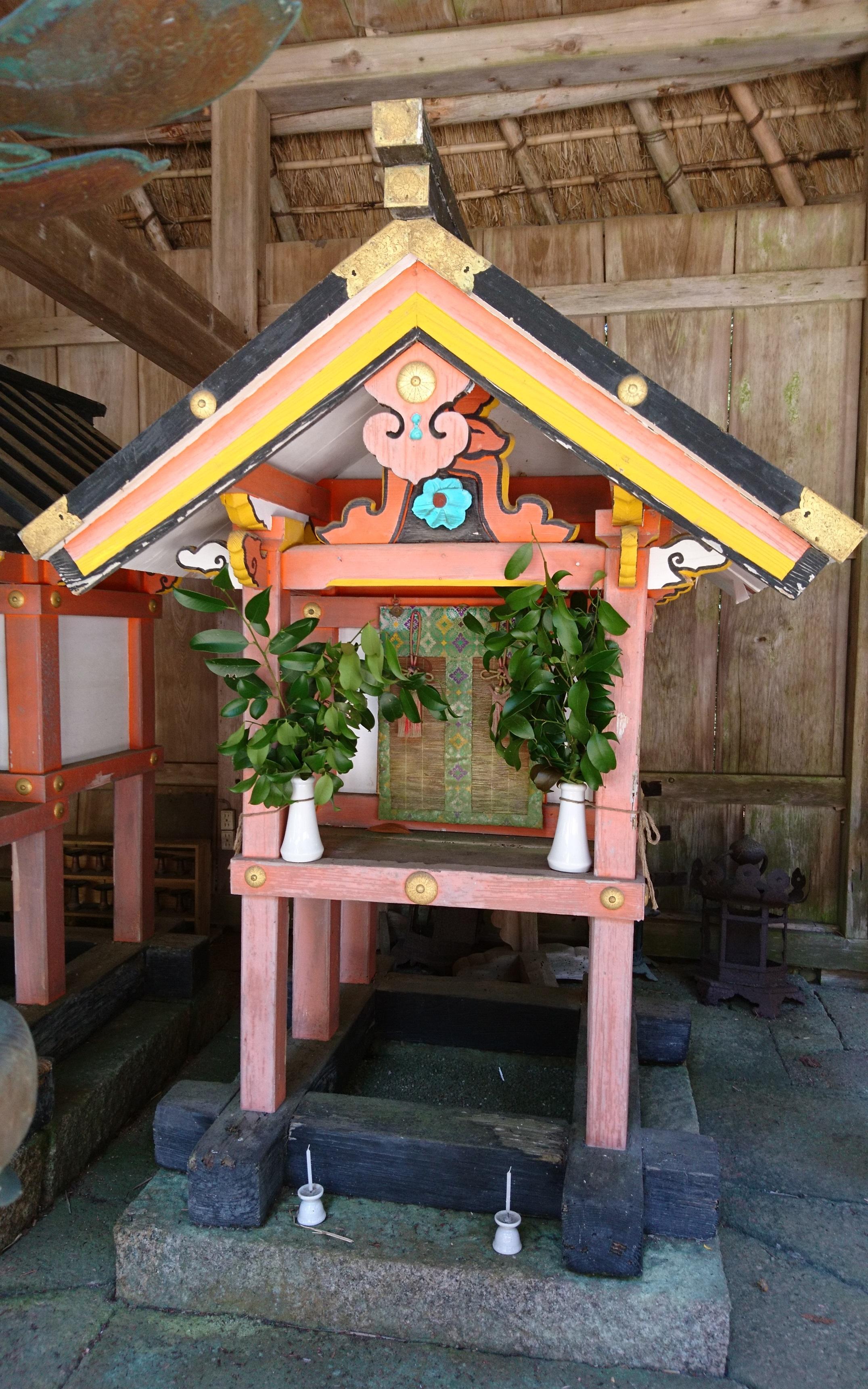
本社

### 社叢
境内周辺には一部常緑広葉樹もあるが、全体的には針葉樹に覆われた鎮守の森で、文化財環境保全地区となっている。一の鳥居の前にそびえたつ直径5メートルを超える大杉を筆頭に、スギ、ヒノキ等のうっそうとした木立のなかを、やや右に向かって2つの鳥居と、その間をつなぐ100メートル以上の参道がのび、その先に拓かれた森の中の広場に社が建つ配置で、自然と建造物が混然一体となって社叢に包まれている。
1995年（平成7年）3月27日、京都の自然200選選定事業により、歴史的自然環境部門56点のうちの1つとして境内全体が「京都の自然200選」に選定された。これは、府民の推薦をうけて京都の自然200選選定委員会の審議を経て選定されたもので、動物部門、植物部門、地形・地質部門とともに202点が選定されている。

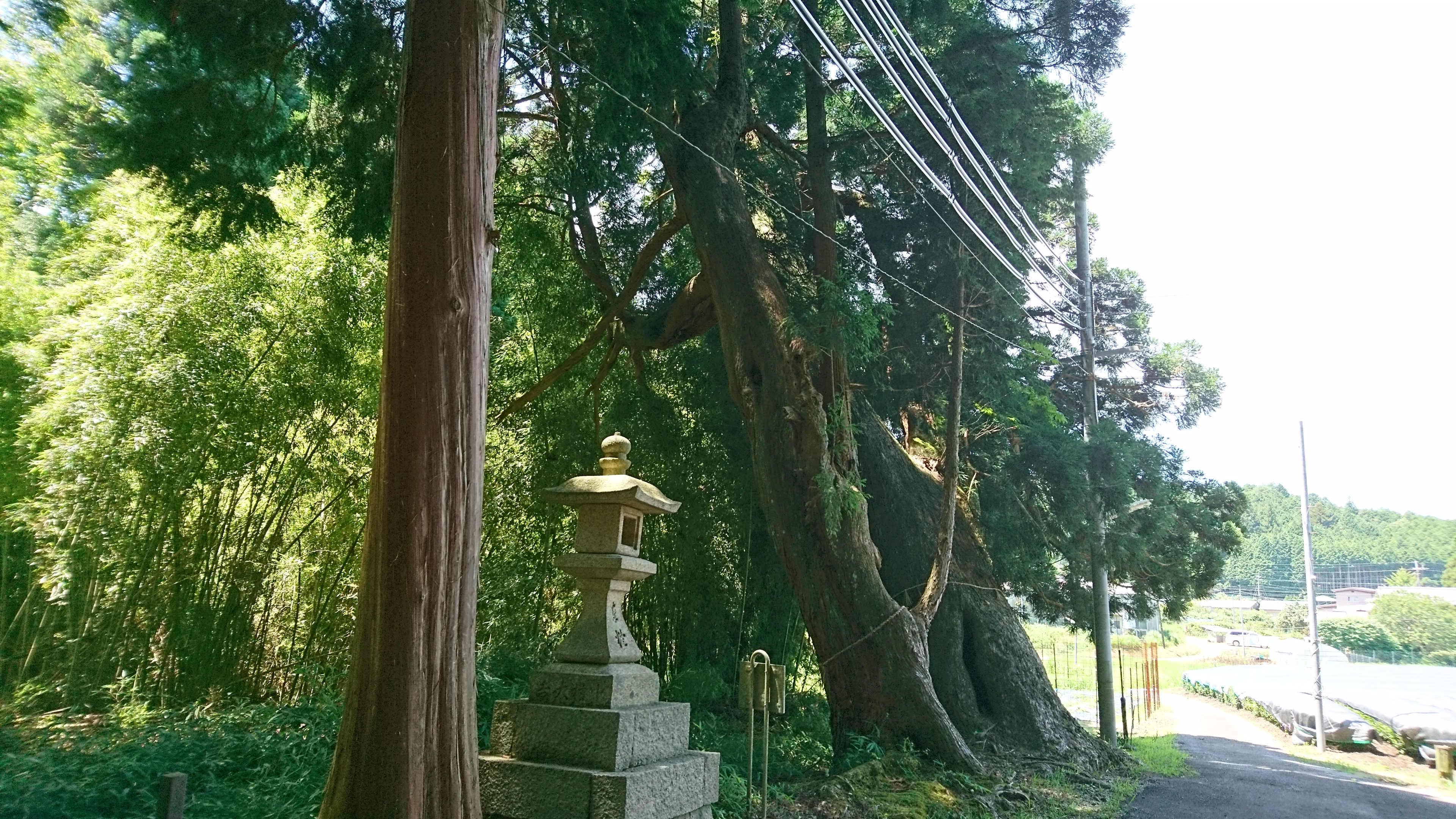
一の鳥居の前の大杉
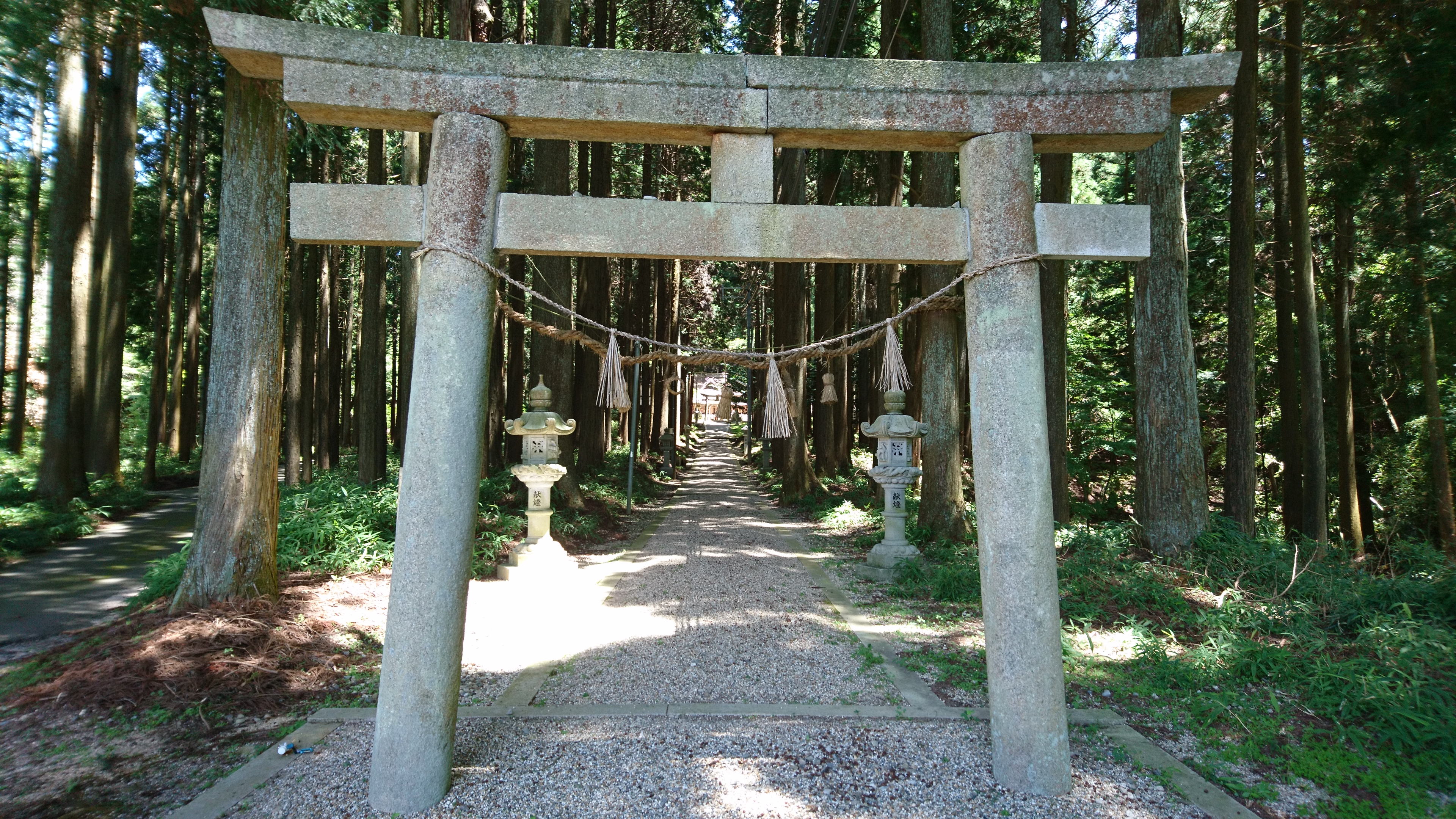
一の鳥居と社叢
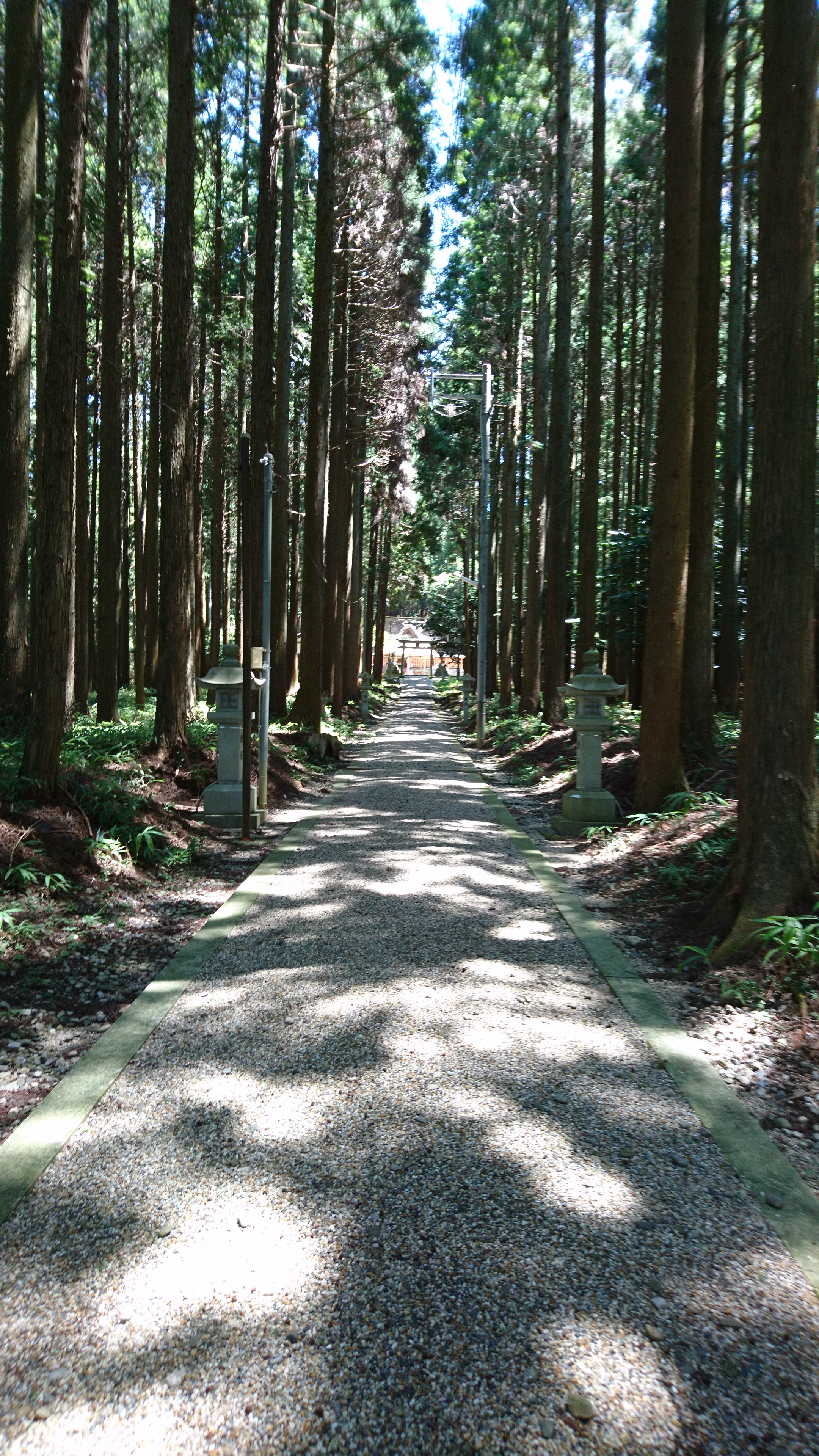
参道
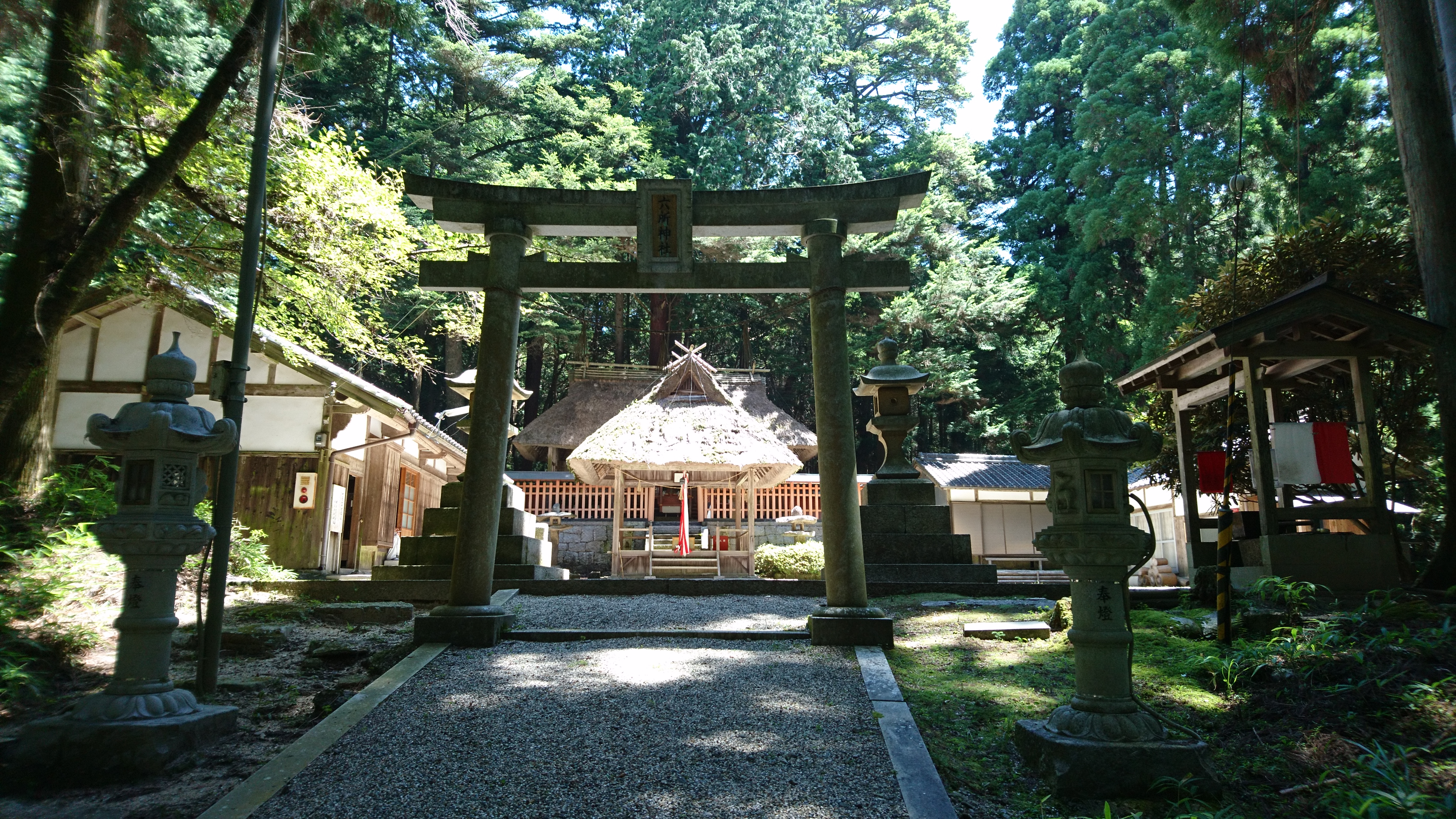
二の鳥居
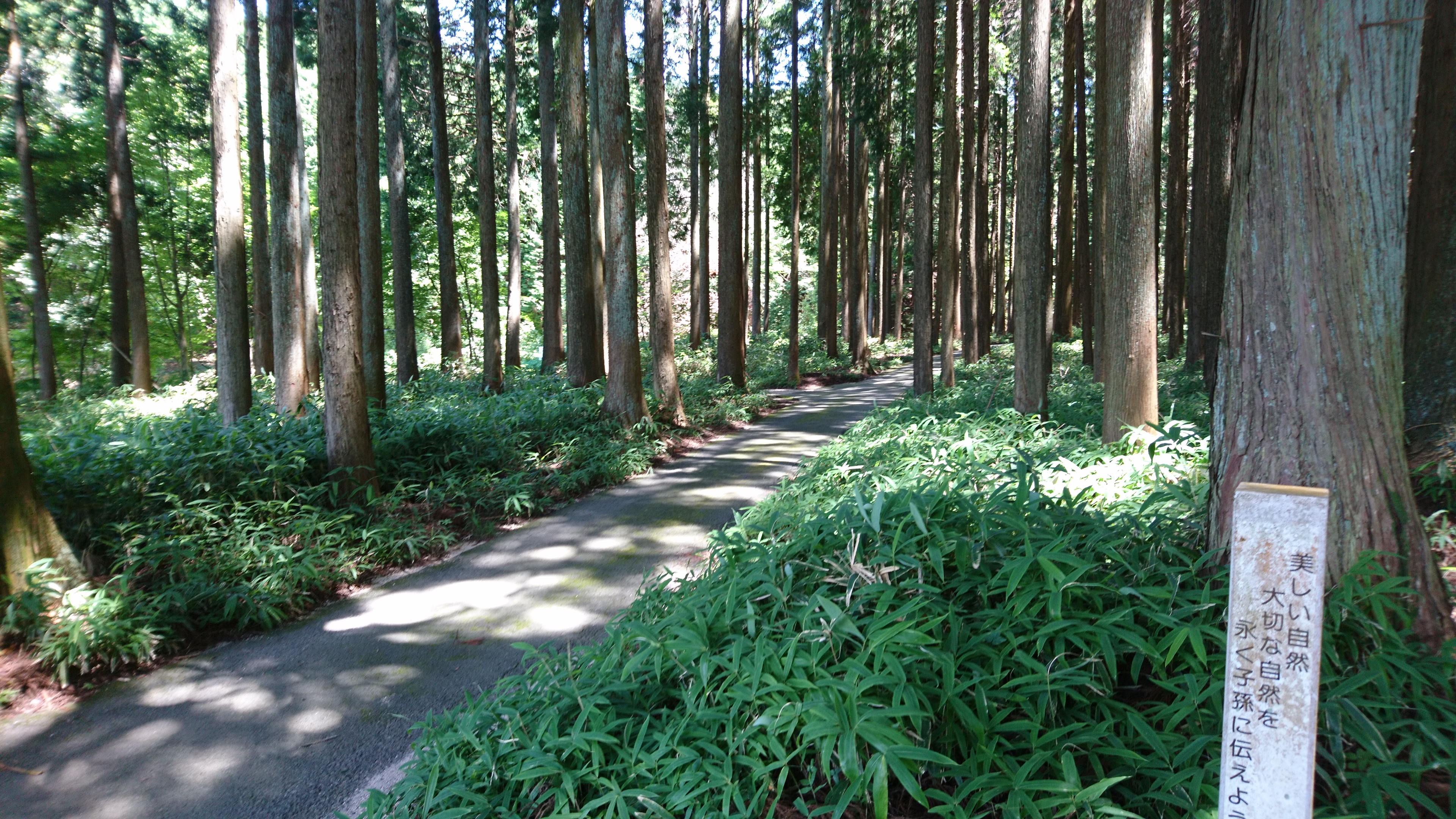
参道右手に広がる社叢
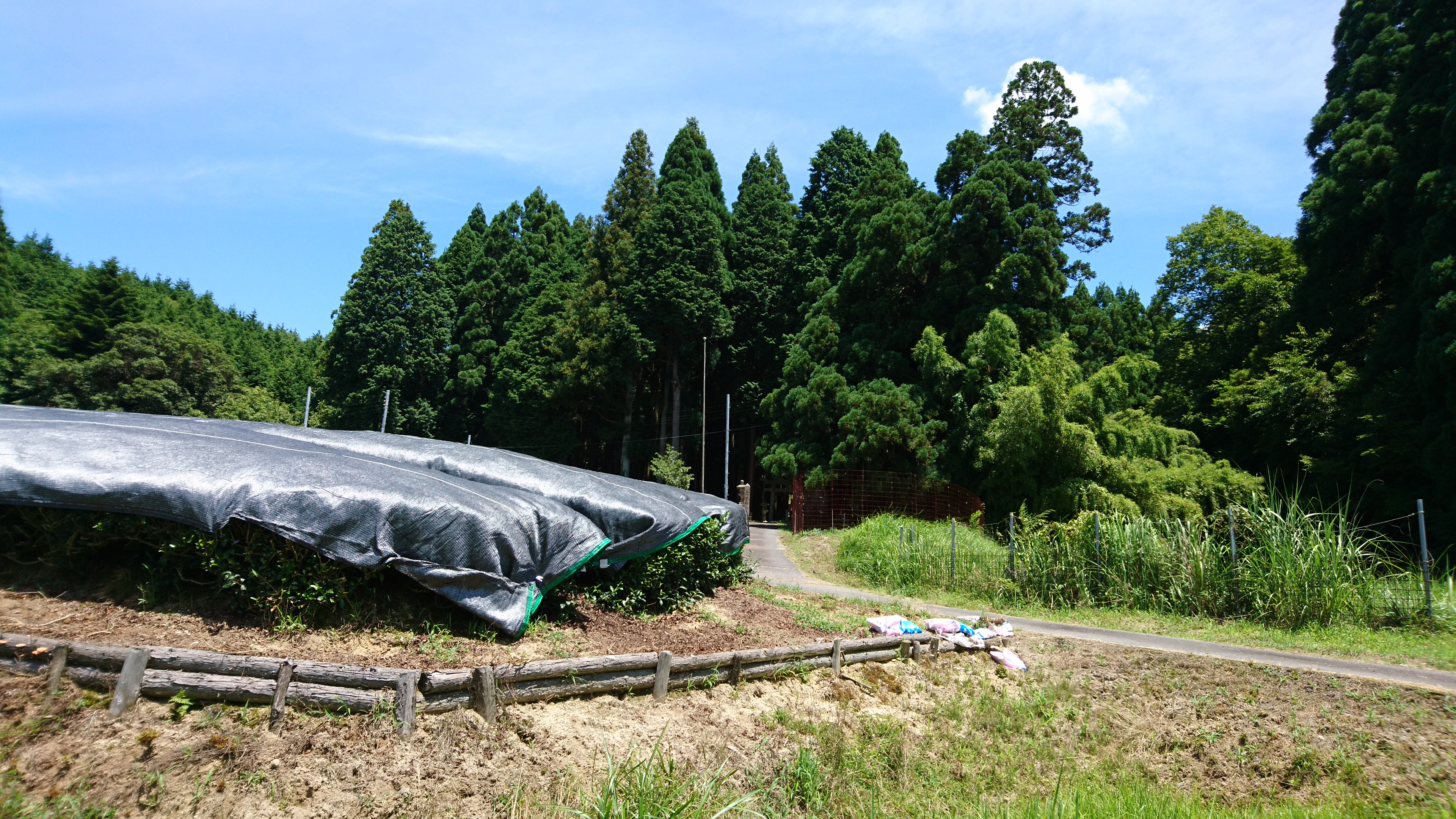
社叢の遠景（中央）

## 氏子と年中行事

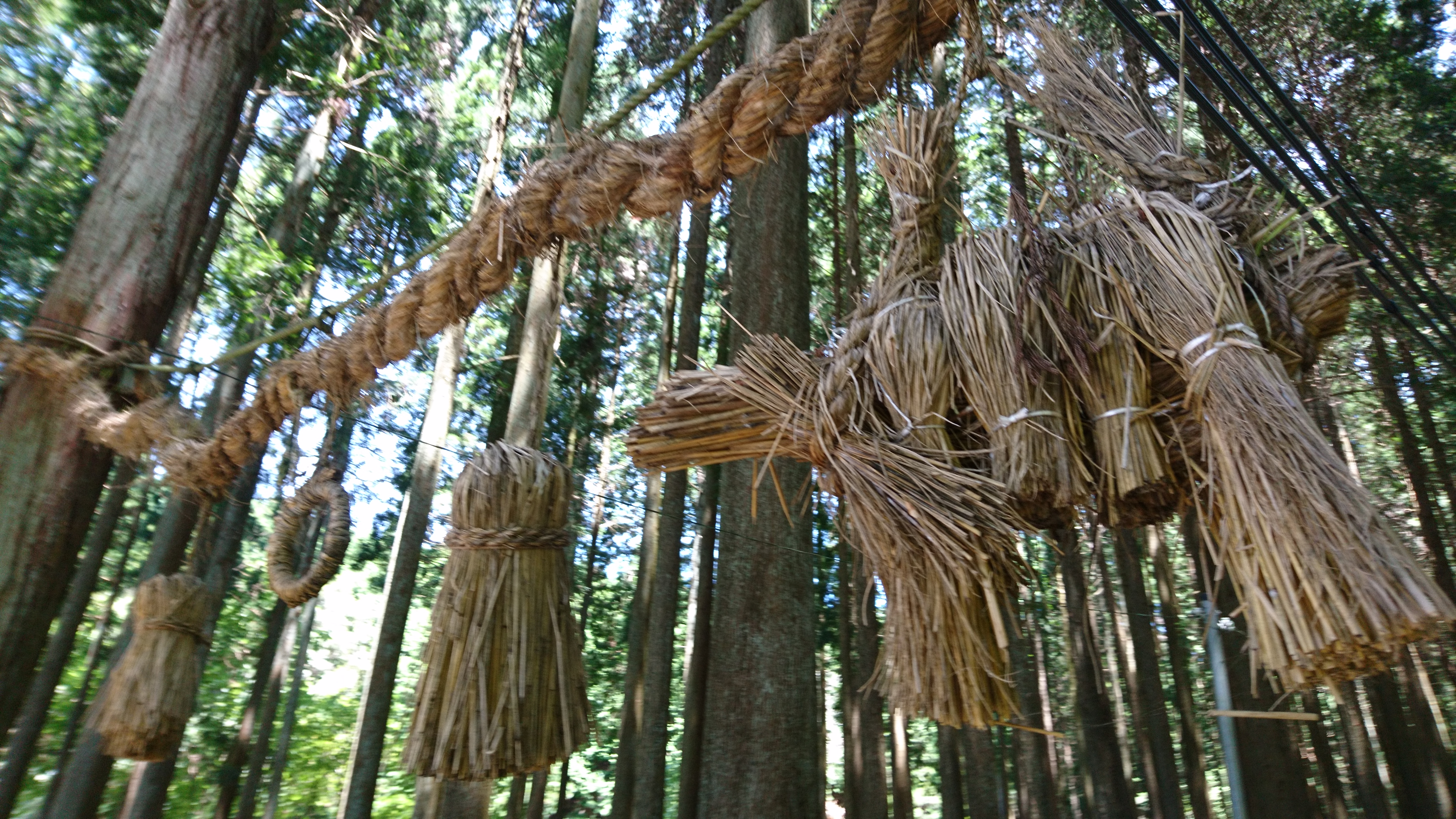
2018年(戌年)の勧請縄

### 勧請縄
氏子は2018年現在、45名で、そのうち22名が南山城村に居住している。毎年1月3日、男衆が厄除けと豊作祈願のため、勧請縄を編み、1月10日に福常寺で祈祷してもらった後、1月15日に氏子の手で鳥居と鳥居の間の参道の途中の定位置で前年のものと付け替える。注連縄には、箒や鍋敷き、鍋つかみ、米俵など、藁で編んだ飾りが複数下げられるが、そのうちのひとつは、その年の干支の動物を象ったものとなっている。この飾り作り役には「やる気、創造力、ものづくりが好きな人」が選ばれるという。
勧請縄をかける行事は、京都市や乙訓地域を除く南山城の、17地区で行われている。

## 文化財

### 京都府指定

#### 登録文化財
建造物
- 六所神社 本殿 1棟 覆屋 1棟 - 指定年月日：1983年（昭和58年）4月15日[23]。

#### 文化財環境保全地区
- 六所神社文化財環境保全地区 - 指定年月日：1983年（昭和58年）4月15日[23]。

## 現地情報

### 地理
六所神社のある野殿地区は南山城村の北東部に位置し、東は滋賀県の信楽町に接する。標高500メートル前後の童仙房高原の頂上部がやや広い平坦地となっている部分に水田や集落がある農山村地域で、気温は平地より約5℃低い。地区内を東海自然歩道が通る。

### 所在地
京都府相楽郡南山城村大字野殿小字宮ノ前1

### 交通アクセス
- 国道163号線の三重県手前から、北側山麓に向かい山道を登る[11]。
- JR関西本線（亀山 - 加茂）「大河原駅」から車で20分[27]、または、徒歩37分（2.9 km）[28]。
- 甲賀市コミュニティ路線バス（多羅尾ルート、多羅尾上出 - 信楽駅）「多羅尾上出」バス停 から徒歩41分（3.3 km）、または、「多羅尾」バス停 から徒歩43分（3.4 km）、または、「近江中野」バス停 から徒歩49分（3.9 km）[28]。